# 上野達彦
上野 達彦（うえの たつひこ、1947年（昭和22年）7月22日- ）は、日本の法学者。三重大学名誉教授。専門は刑事法、犯罪学。
徳島県徳島市出身。愛知大学法経学部法学科、同大学院法学研究科修了。法学博士。三重短期大学学長、放送大学客員教授を歴任。

## 学歴
- 1970年（昭和45年） 愛知大学法経学部の法学科を卒業する。
- 1972年（昭和47年） 愛知大学大学院法学研究科公法学専攻を修了する（法学修士）。
- 1974年（昭和49年） 愛知大学大学院法学研究科私法学専攻を退学する。
- 2004年（平成16年） 法学博士となる（立命館大学）。

## 職歴
- 1978年（昭和53年） 三重大学教育学部の助手となる。
- 1979年（昭和54年） 三重大学教育学部の講師となる。
- 1980年（昭和55年） 三重大学教育学部の助教授となる。
- 1983年（昭和58年） 三重大学人文学部の助教授となる。
- 1985年（昭和60年） ソビエト連邦科学アカデミー附属の「国家と法」研究所の　上級研究員となる（1986年（昭和61年）まで）。
- 1987年（昭和62年） 三重大学人文学部の教授となる。
- 1997年（平成9年） 三重大学人文学部の社会科学科長となる（1998年（平成10年）まで）。
- 1999年（平成11年） 三重大学の評議員となる（2000年（平成12年）まで）。
- 2000年（平成12年）三重大学の副学長となる（2004年（平成16年）まで）。
- 2005年（平成17年）4月から～2011年（平成23年）3月までの期間内に第13代津市立三重短期大学学長となる。
- 2015年（平成27年）三重大学名誉教授となる。

## 審議会等
- 1993年（平成5年）に 三重県青少年問題協議会委員及び副会長となる（1998年（平成10年）まで）。
- 1995年（平成7年）に 三重地方最低賃金審議会の委員となる。
- 1998年（平成10年）に 三重県青少年健全育成審議会委員及び会長となる。
- 2002年（平成14年）に 津市文化振興審議会委員及び会長となる（2005年（平成17年）まで）。
- 三重県安全安心まちづくり協働推進協議会議長。
- 亀山市環境審議会委員。
- みなとまちづくり調査研究委員会・委員長。

## 著書
- 「現代刑法原論」（総論）刑法理論研究会（共著）三省堂
- 「現代刑法原論」（総論・改訂版）刑法理論研究会（共著）三省堂
- 「犯罪構成要件と犯罪の確定」敬文堂
- 「刑法（講義案１）」敬文堂
- 「犯罪概説」（共著）敬文堂
- 「法学ー人権・くらし・平和」（共編書）敬文堂
- 「ペレストロイカと死刑論争」三一書房
- 「あたらしい法学」（編書）敬文堂
- 「犯罪概説ー改訂版」（共著）敬文堂
- 「ロシア連邦刑法典」（共訳編）日本国際問題研究所
- 「ロシアの社会病理」敬文堂
- 「刑法学概説（総論）」（共著）敬文堂
- 「環境快適都市をめざして」（共編書）中央法規
- 「四日市学」（共著）風媒社

## 近年の諸活動
- 2009年（平成21年）5月に始まった「裁判員制度」裁判を刑法の専門的立場から傍聴。「国民の健全な社会常識」を法廷の場に持ち込むことを目的としたこの新制度を「民主的な司法に寄与するものである」と一定の評価をくだす一方で、成熟が必要な「青いリンゴ」とも喩え、裁判員に一定の法知識・基礎的な考え方を身につけさせる教育現場の充実が必要であると訴えている。
- 地元津市の「みなとまちづくり調査研究委員会」委員長として、津なぎさまちを中心とした街づくりに貢献している。